# KSTAR

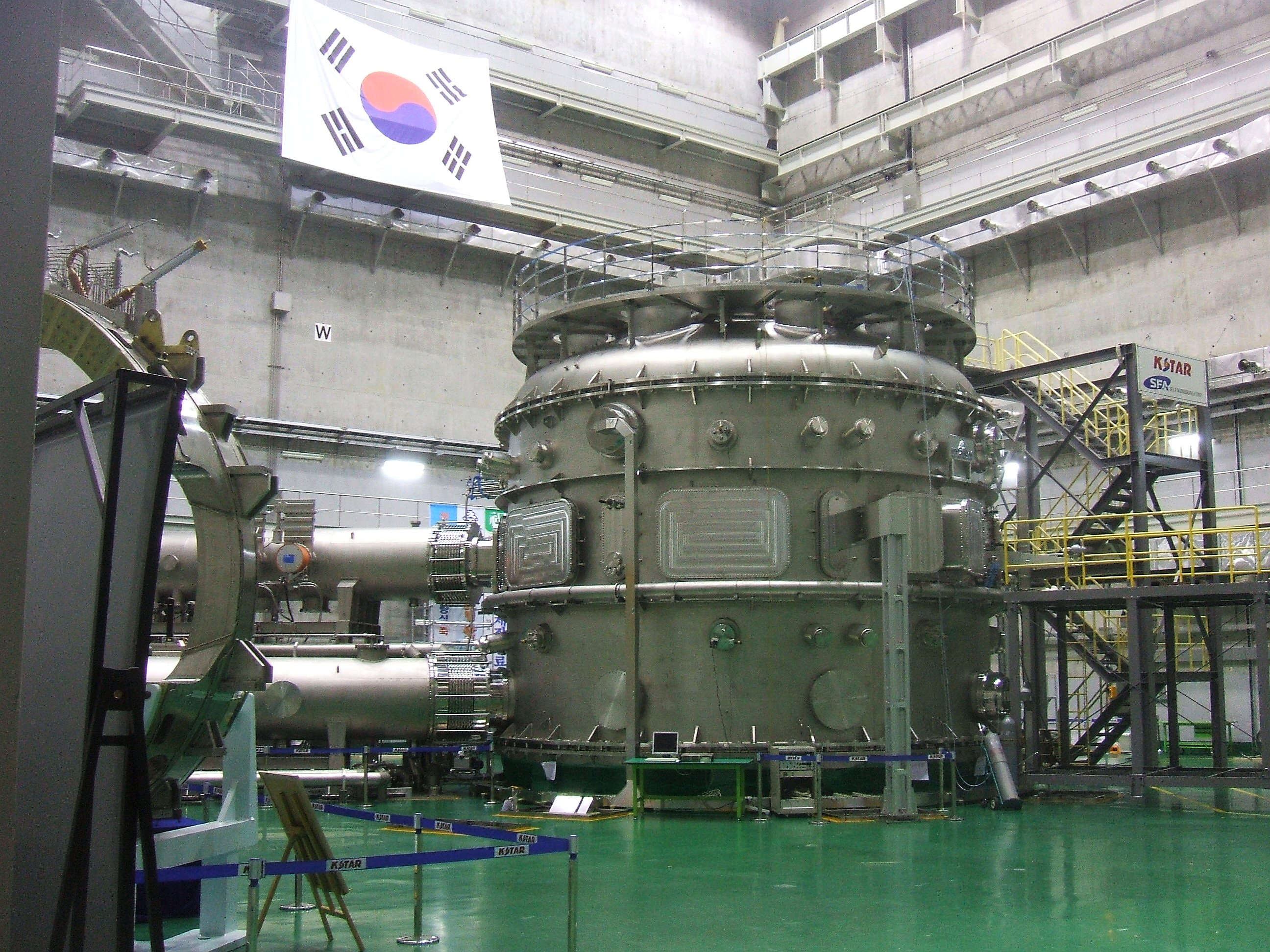
KSTAR 한국형핵융합연구로

KSTAR(Korea Superconducting Tokamak Advanced Research)는 1995년에 개발에 착수하여 2007년 개발이 완료된 대한민국이 독자개발에 성공한 한국형핵융합연구로이다. 대전광역시 유성구에 위치한 한국핵융합에너지연구원에 위치하고 있다. 지름 10m, 높이 6m의 4,000억 원짜리 도넛형으로 생긴 토카막(Tokamak)형 핵융합 실험로이다. KSTAR의 콘크리트 벽의 두께는 1.5m로서, 아파트 3000가구를 지을 수 있는 시멘트가 사용되었다.

## 역사
세계 최초로 300초 이상 고주파를 낼 수 있는 메가헤르츠(MHz) 대역의 전자기파 가열장치를 사용한다. 전자렌지와 같은 개념이다. 메가헤르츠(MHz) 대역의 전자기파를 쏴서 플라스마 이온을 공명시켜, 플라스마의 온도를 섭씨 1억 도까지 올린다. 한국원자력연구소 곽종구 박사팀은 2007년 7월 12일 이 가열장치의 개발 성공을 발표했다. 2009년 11월 18일, 실험운전을 통해 플라즈마 전류 320kA, flattop 1.4초, 유지시간 3.6초를 달성하였다.
한국, 미국, 유럽, 러시아, 일본, 중국, 인도가 2015년까지 60억 유로를 투자해 개발키로 한 국제핵융합실험(ITER) 장치가 KSTAR와 기본개념 설계가 같다. ITER은 열출력 규모가 500MW로 핵분열식인 한국 표준원전의 6분의 1 규모다. KSTAR의 크기는 ITER의 25분의 1 정도다. 대한민국 정부 수립 이래 단일연구개발 예산으로는 최대 규모인 3천억 원이 투입됐다.
2019년 2월 13일, 한국핵융합에너지연구원은 세계 최초로 이온 온도 1억도(9kev) 이상을 유지한 초고온 고성능 플라즈마를 실현했다고 밝혔다. 유지시간은 1.5초다. 2019년에 추가로 도입하는 중성입자빔가열장치 2호기를 활용해, 1억도 이상 초고온 플라즈마를 세계 최초로 10초 이상 안정적으로 유지하려고 한다.
2021년 11월 22일, 한국핵융합에너지연구원은 이온 온도 1억도 초고온 플라즈마를 30초간 유지하는 데 성공하며 초고온 플라즈마 장시간 운전 기록을 경신했다.
2024년 3월 20일, 한국핵융합에너지연구원은 KSTAR의 내벽 부품을 교체한 이후 처음 진행된 플라즈마 실험에서 1억도 초고온 플라즈마를 48초까지 연장 운전하고, 고성능 플라즈마 운전모드(H-모드)를 102초 운전했다고 밝혔다.

## 원리
핵융합 반응을 이용하는 핵융합 발전은 태양이 불타는 원리와 같다. 태양은 수소, 헬륨의 핵융합 반응으로 엄청난 열과 빛의 에너지를 지속적으로 뿜어내고 있다. 태양에서는 수소 원자 4개가 합쳐져 1개의 헬륨을 만드는데, 매초 7억t의 수소가 헬륨으로 변환되고 있다. 이 과정에서 태양은 질량 결손에 의해 초당 4조W의 100조배에 달하는 에너지를 방출하고 있다.
핵분열과 핵융합 반응은 모두 아인슈타인의 E=mc² 특수상대성이론 공식에 따른 것으로, 원자가 분열되거나(핵분열) 합쳐질 때(핵융합) 원자의 질량이 손실되어 사라지면서, 그에 상응하는 에너지가 발생한다는 원리를 따른다.
예를 들면, 한국의 4곳의 핵분열 원자력 발전소는 연간 750 톤의 농축 우라늄과 천연 우라늄을 사용해 전기를 생산한다. 이 750 톤의 우라늄 원료가 에너지로 바뀌는 과정에서 손실되는 질량을 E=mc²공식에 넣어 계산하면 연간 5kg에 불과하다. 5kg의 우라늄이 사라지면서 1년간 쓰는 전기 에너지로 변환된다.
핵융합 발전의 연료로는 중수소와 삼중수소가 이용된다. 중수소와 삼중수소를 특수전기장치를 이용해 섭씨 1억도까지 올리면 전자가 분리되고, 이온화된 다량의 원자핵과 전자가 고밀도로 몰려 있는 플라스마(plasma)상태가 된다. 플라스마 상태의 중수소와 삼중수소가 서로 충돌하면 중성자와 헬륨이 생성된다. 이때 생성된 중성자와 헬륨의 질량의 합은 충돌 전의 중수소, 삼중수소의 질량의 합보다 작은데, 이 질량의 차이가 에너지로 변환된다.
KSTAR 핵융합로의 구조는 간단히 비유해서 설명하면, 가정에서 쓰는 전자렌지와 같다. 전자렌지 안에 중수소라는 요리를 넣고, 300초 이상 마이크로파를 쏘여서 가열한다. 그러면 전자렌지 안이 3억 도의 온도까지 올라가고, 그 온도에 이르면 중수소라는 요리가 스스로 무게가 줄어들면서 그 손실된 무게에 상응하는 방대한 빛과 열 에너지를 방출하기 시작한다. 그 열 에너지를 밖으로 뽑아내어 물을 끓여서 그 수증기로 발전기 터빈을 돌려 전기를 생산해 낸다. 전자렌지가 중수소를 데우는 데 소모되는 전기에너지는 1W인 반면에, 3억도의 온도가 된 중수소가 스스로 내뿜는 에너지로 생산하는 전기에너지는 1억W, 1조W가 된다. 2005년 7월 13일 한국원자력연구소 오병훈 박사는 "핵융합 발전이 상용화되려면 투입된 에너지보다 생산된 에너지가 20배 이상 많아야 하는데 현재는 같은 수준"이라고 말했다.
3억 도의 온도가 되어도 전자렌지가 녹거나 폭발하지 않게 하는 기술, 그리고 중수소가 너무 갑자기 에너지를 방출하지 않고 그 발생되는 에너지를 통제할 수 있는 기술 등 여러 가지 최첨단 기술이 필요하다.

## 장점
핵융합 발전의 연료인 중수소는 바닷물 1L에서 0.03g을 얻을 수 있으며, 삼중수소는 리튬을 통해 얻을 수 있다. 핵분열의 경우 희귀자원인 우라늄이 필요하여 한국은 우라늄을 수입해야만 핵분열 원자로를 가동할 수 있는데, 핵융합 발전의 연료는 쉽게 구할 수 있어 에너지 수입의존도가 97%가 넘는 한국에게는 매우 중요한 사업이다. 또한 우라늄 등을 사용하는 핵분열과 달리 핵융합은 원전의 0.04%에 불과한 소량의 방사능만 발생하여 방사능 문제가 거의 없다고 볼 수 있다. 에너지 효율도 높아 이론상, 삼중수소와 중수소 1g은 시간당 10만 KW의 전력 또는 석유 8t과 같은 에너지를 생산할 수 있다. 인위적인 핵융합은 자발적 연쇄반응이 아니므로 핵융합 조건을 제거하면 즉시 핵융합 반응 및 발전을 차단시킬 수 있어 폭발 등의 위험성도 낮다.
위의 설명은 1세대 핵융합의 경우이고, 이 경우 핵융합시 발생하는 중성자와 그릇의 충돌에 의해 방사능 물질이 생성된다.
2세대 핵융합은 중수소 2개로 핵융합을 하는 경우로서, 아직까지 구현해 낸 나라는 없다. 이 경우 중성자가 1세대에 비해 적게 생성된다.
마지막 3세대 핵융합은 중성자와 헬륨3의 핵융합으로서 역시 구현한 곳은 없다. 그러나 이 경우에는 중성자가 거의 생성되지 않아 안정적이고, 더욱 생산적이다.

## 기본 구조
토카막형 핵융합 장치인 KSTAR에는 다음과 같은 장비들이 들어간다.
- 플라즈마 대향장치(Plasma Facing Component, PFC)
- 진공용기내 제어코일(In-Vessel Control Coil)
- 진공용기(Vacuum Vessel)
- 열차폐체(Thermal Shield)
- 토로이달 방향 코일(Toroidal Field Coil)
- 폴로이달 방향 코일(Poloidal Field Coil)
- 저온용기(Cryostat)

## 핵심기술
핵융합로 개발에 필요한 핵심기술은 크게 3개 분야이다:
- 1억도 이상의 초고온 플라스마를 생산하는 기술
- 1억도 이상의 초고온 플라스마를 가둬둘 수 있는 장치인 인공태양(토카막) 제작 기술
- 핵융합을 일으킬 수 있는 연료의 개발 기술

## 연혁
- 1995년: 한국이 KSTAR 프로젝트를 시작함[19]
- 2007년: 한국이 KSTAR 주장치 완공[20]
- 2008년: KSTAR 최초 플라즈마 발생 공식 선언[21]
- 2009년: 전류 32만 암페어의 고온 플라즈마를 3.6초 유지[22]
- 2011년: 5천만 도의 고온 플라즈마를 5.2초간 유지  성공[23]
- 2012년: 5천만 도의 고온 플라즈마를 17초간 유지 성공[24]
- 2013년: 5천만 도의 고온 플라즈마를 20초간 유지 성공
- 2014년: 5천만 도의 고온 플라즈마를 48초간 유지 성공
- 2016년: 5천만 도의 고온 플라즈마를 70초간 유지 성공[25]
- 2017년: 7천만 도의 고온 플라즈마를 72초간 유지 성공[26][27]
- 2019년: 1억 도의 고온 플라즈마 1.5초간 유지 성공[28]
- 2020년: 1억 도의 고온 플라즈마 20초간 유지 성공[29]
- 2021년: 1억 도의 고온 플라즈마 30초간 유지 성공[10]
- 2024년: 1억 도의 고온 플라즈마 48초간 유지 성공[11]

## 국가별 핵융합로
2006년에 세계 3대 핵융합로라고 불리던 미국, 유럽연합, 일본의 토카막의 수명은 다했다. 이들은 구리자석을 채용해 플라스마 지속시간이 5∼10초에 불과했다. 반면에 2007년 8월에 준공된 KSTAR는 차세대 핵융합로로서, 일본 미국의 기존 구형 핵융합로 보다 30배 이상 성능이 뛰어나다. 세계 3대 핵융합실험시설은 대부분 일반 전자석으로 제작된 반면, KSTAR는 초전도체를 이용하여 효율을 향상시켰다. 2022년까지 3억도 이상의 플라스마를 300초 이상 지속시키는 것을 목표로 하고 있다. 이 경우 전자석 작동시 전기 저항이 없어 훨씬 강력한 자기장 속에 중수소를 보다 오랜 시간 가둬놓고 가열시켜 핵융합을 일으킬 수 있다.
- 일본: en:JT-60U 1960년대(현재 JT-60SA라 불리는 초전도 토카막으로 업그레이드 중)
- 유럽 연합: JET
  - 영국에 위치
  - 1997년 1초 동안 17MW의 열출력을 내는 데 성공
  - JT-60, ASDEX-U, DIII-D보다 뛰어남
- 미국: DIII-D
- 러시아: en:T-15 (reactor)
- 중국: EAST
- 대한민국: KSTAR
- 인도: en:ADITYA (tokamak)

## 참여 단체
- 한국핵융합에너지연구원: 정부의 산하 연구기관
- 한국원자력연구원: 정부의 산하 연구기관
- 한국전력기술
- 삼성전자
- 현대중공업
- 대우중공업
- 두산중공업

## 서적
- 핵융합 우주의 에너지[30]

## 같이 보기
- ITER
- 한국전력기술(주)